# 安田賢治
安田 賢治（やすだ けんじ、1956年 - 2022年3月13日）は、日本の教育ジャーナリスト。大学通信常務取締役、情報調査・編集部ゼネラルマネージャー。

## 概要
兵庫県生まれ。灘中学校・高等学校、早稲田大学政治経済学部卒業。大学卒業後、大学通信入社。入社後は、情報調査・編集部門を統括し、小・中・高校入試から大学入試、就職関連まで幅広い情報発信をこなしていき、大学通信の刊行物をはじめ、週刊誌、ビジネス誌、新聞などに数多くの記事を提供していった。大正大学非常勤講師。2022年3月13日、病気のため死去した。

## 著書
- 『笑うに笑えない大学の惨状』（祥伝社新書） ISBN	9784396113391
- 『中学受験のひみつ』（朝日出版社） ISBN	9784255005027
- 『教育費破産』（祥伝社新書） ISBN	9784396114893